# Ignavusaurus rachelis
L’ignavusauro (Ignavusaurus rachelis) è un dinosauro erbivoro appartenente ai sauropodomorfi. Visse nel Giurassico inferiore (Hettangiano, circa 190 milioni di anni fa) e i suoi resti fossili sono stati ritrovati in Africa (Lesotho).

## Descrizione
Sulla base di uno scheletro parziale e ben articolato, è stato possibile per i paleontologi ricostruire un animale lungo circa un metro e mezzo, probabilmente un esemplare giovanile di età inferiore a un anno. Tale stima è stata possibile in base a un calcolo di determinazione dell'età a livello osseo. L'esemplare in questione doveva pesare circa 25 chilogrammi, aveva una corporatura snella, un lungo collo e zampe artigliate.

## Classificazione
Nonostante i fossili di Ignavusaurus risalgano al Giurassico inferiore, le parentele di questo dinosauro vanno ricercate tra dinosauri primitivi vissuti alcuni milioni di anni prima, all'inizio del Triassico superiore, come Thecodontosaurus e Pantydraco. Questi dinosauri sono considerati sauropodomorfi basali, dalle caratteristiche ancestrali, imparentati con i più specializzati prosauropodi (come Plateosaurus) e con gli antenati dei veri sauropodi giganti (Anchisaurus, Melanorosaurus). Il suo parente più stretto è risultato essere Sarahsaurus dall'Arizona.

## Significato del nome
Il nome Ignavusaurus deriva dalla parola latina ignavus, “codardo”, e dall'antico greco sauros, “lucertola”; il riferimento è alla località dove sono stati scoperti i fossili, Ha Ralekoala, che letteralmente significa “posto del padre dei codardi”. Il nome specifico, rachelis, è in onore della paleontologa Raquel López-Antoñanzas.